# Гимнастика на Летњим олимпијским играма 1896 — коњ са хватаљкама за мушкарце
Коњ са хватаљкама за мушкарце била је једна од осам гимнастичких дисциплина на програму Олимпијских игара 1896. Такмичење је одржано 9. априла на стадиону Панатинаико уз учешће 14 гимнастичара из пет земаља. Према одлуци судија победник је био Швајцарац Луис Цутер а друго место је заузео Немац Херман Вајнгертнер.

## Земље учеснице
- Бугарска (1)
- Немачка (10)
- Грчка {1}
- Мађарска (1)
- { Швајцарска (1)

## Победници
| Луис Цутер Швајцарска | Херман Вајнгертнер Немачка | - |

## Коначан пласман
| Место | Гимнастичар                |
| ----- | -------------------------- |
|       | Луис Цутер Швајцарска      |
|       | Херман Вајнгертнер Немачка |
| -     | Конрад Бекер Немачка       |
| -     | Шарл Шампо Бугарска        |
| -     | Алфред Флатов Немачка      |
| -     | Густав Флатов Немачка      |
| -     | Георг Хилмар Немачка       |
| -     | Ђула Какаш Мађарска        |
| -     | Фриц Мантојфел Немачка     |
| -     | Карл Нојкирх Немачка       |
| -     | Аристовулос Петмезас Грчка |
| -     | Рихард Рештел Немачка      |
| -     | Густав Шуфт Немачка        |
| -     | Карл Шуман Немачка         |